# Liste der Naturdenkmäler in Waldeck (Stadt)
Die Liste der Naturdenkmäler in Waldeck (Stadt) nennt die in der Stadt Waldeck im Landkreis Waldeck-Frankenberg in Hessen gelegenen Naturdenkmäler. Sie sind nach den §§ 28, 22 des Hessischen Gesetzes über Naturschutz und Landschaftspflege sowie § 12 des Hessischen Ausführungsgesetzes zum Bundesnaturschutzgesetz geschützt.
| Bild            | Bezeichnung                  | Ortsteil, Lage                                | Beschreibung | Art       | Nr.    |
| --------------- | ---------------------------- | --------------------------------------------- | --- | --------- | ------ |
| Fotos hochladen | Friedhofslinde               | Alraft 51° 14′ 32,7″ N, 8° 58′ 20,2″ O        | Mächtige Linde westlich des Friedhofs. | Linde     | 20 001 |
| Fotos hochladen | Gerichtseiche                | Freienhagen 51° 17′ 4,4″ N, 9° 4′ 34,2″ O     | Markanter Solitärbaum mit geschichtlicher Bedeutung ca. 600 m nordöstlich von Freienhagen. | Eiche     | 20 002 |
| Fotos hochladen | Quellgebiet mit Erlenbruch   | Höringhausen 51° 17′ 3,4″ N, 8° 59′ 9,2″ O    | 1,64 Hektar großes Quellgebiet mit Erlenbruch und Großseggenried ca. 600 m nördlich von Höringhausen. Wichtiges Biotop für seltene Tierarten.                                                                     |           | 20 003 |
| BW              | „Werbebuche“                 | Höringhausen 51° 15′ 51,4″ N, 8° 57′ 54,1″ O  | Alte Buche am Werbetal südwestlich von Höringhausen. | Buche     | 20 004 |
| BW              | Hainbuche                    | Höringhausen 51° 15′ 51,4″ N, 8° 57′ 54,1″ O  | Alte Hainbuche nördlich von Höringhausen. | Hainbuche | 20 005 |
| BW              | Kirchenlinde und -kastanien  | Netze 51° 13′ 29,1″ N, 9° 5′ 36,8″ O          | Linde als markanter Solitärbaum und eine markante Kastaniengruppe auf dem Friedhof Netze, westlich der Kirche. |           | 20 006 |
| Fotos hochladen | Flachmoor „Hengstwiese“      | Nieder-Werbe 51° 12′ 6,1″ N, 9° 0′ 37,2″ O    | 2,76 Hektar große Flachmoorwiese am „Bärenberg“ südlich von Nieder-Werbe mit einer verbliebenen uralten Eiche als geologisch-morphologische Besonderheit. Floristisch, faunistisch und volkskundlich interessant. |           | 20 007 |
| BW              | Kalk-Flachmoor               | Nieder-Werbe 51° 13′ 15,9″ N, 8° 59′ 55,4″ O  | 0,33 Hektar großes Kalk-Flachmoor mit Kleinseggen und Wollgras auf halber Strecke zwischen Ober- und Nieder-Werbe.                                                                                                |           | 20 008 |
| BW              | Friedensbuche                | Ober-Werbe 51° 13′ 20,7″ N, 8° 59′ 1,4″ O     | etwa 160 Jahre alte, mächtige, historische Buche ca. 400 m südlich von Ober-Werbe. | Buche     | 20 009 |
| BW              | Kalktuffquelle und Hangwald  | Ober-Werbe 51° 13′ 24″ N, 8° 59′ 19,2″ O      | 0,7 Hektar großes Gebiet ca. 400 m südöstlich von Ober-Werbe mit Kalkquelle, Kalktuffbänken im Hangwald und Riesenschachtelhalmbeständen.                                                                         |           | 20 010 |
| BW              | „Fuchslöcher“                | Sachsenhausen 51° 13′ 53,4″ N, 8° 59′ 43,8″ O | 3,92 Hektar großes Gebiet im Klingelbachtal. Bedeutung als Nist- und Brutplatz sowie pflanzenkundlich. |           | 20 011 |
| BW              | Klingerklippen               | Sachsenhausen 51° 13′ 29,5″ N, 9° 0′ 2,3″ O   | 2,88 Hektar großes Gebiet im Klingelbachtal mit geologisch interessanter Felsbildung aus Zechstein. |           | 20 012 |
| BW              | Steinbruch „Opperbach“       | Sachsenhausen 51° 15′ 0,4″ N, 8° 58′ 10,4″ O  | 0,44 Hektar großes und viel besuchtes Gebiet mit geologisch wertvollem Aufschluss ca. 800 m nördlich von Alraft. Wichtig aufgrund des Wechsels von Meeres- und Sandablagerungen.                                  |           | 20 013 |
| Fotos hochladen | Steinbruch „Großer Dörnberg“ | Sachsenhausen 51° 13′ 2,7″ N, 9° 1′ 12,1″ O   | 0,51 Hektar großer geologisch wertvoller Aufschluss südlich des „Großen Dörnberg“. |           | 20 014 |
| Fotos hochladen | Eiche Selbach                | Sachsenhausen 51° 14′ 32,4″ N, 9° 3′ 37,4″ O  | Mächtige Eiche an der K 19 südlich von Selbach. | Eiche     | 20 015 |
| Fotos hochladen | Bachtälchen „am Vogelgraben“ | Sachsenhausen 51° 15′ 6,4″ N, 9° 1′ 50,8″ O   | 3,47 Hektar großes Gebiet ca. 1,2 km nordöstlich von Sachsenhausen mit strukturreichem Bachtälchen „am Vogelgraben“.                                                                                              |           | 20 016 |
| BW              | Kalkmagerrasen               | Waldeck 51° 12′ 37,1″ N, 9° 3′ 28,3″ O        | 1,40 Hektar großes Kalkmagerrasen-Biotop an der L 3256 am westlichen Ortsrand Waldeck. |           | 20 017 |
| BW              | Hutewald                     | Waldeck 51° 12′ 37,1″ N, 9° 3′ 28,3″ O        | 1,40 Hektar großer Hutewald mit Moos, Heide und Flechten-Teppichen „am Rotlauber“ westlich von Waldeck. |           | 20 018 |

## Belege
1. ↑  
Anlage 1 zur Verordnung zum Schutze der Naturdenkmäler im Landkreis Waldeck-Frankenberg. (pdf; 374 kB) Landkreis Waldeck-Frankenberg, 18. März 2013, abgerufen am 24. Januar 2016.
2. ↑  
Verordnung zum Schutze der Naturdenkmäler im Landkreis Waldeck-Frankenberg. (pdf; 1,42 MB) Landkreis Waldeck-Frankenberg, 18. März 2013, abgerufen am 24. Januar 2016.
3. ↑  Details 20 001
4. ↑  Details 20 002
5. ↑  Details 20 003
6. ↑  Details 20 004
7. ↑  Details 20 005
8. ↑  Details 20 006
9. ↑  Details 20 007
10. ↑  Details 20 008
11. ↑  Details 20 009
12. ↑  Details 20 010
13. ↑  Details 20 011
14. ↑  Details 20 012
15. ↑  Details 20 013
16. ↑  Details 20 014
17. ↑  Details 20 015
18. ↑  Details 20 016
19. ↑  Details 20 017
20. ↑  Details 20 018

- Karte mit allen Koordinaten:
- OSM |
- WikiMap